# Alligator Ridge
Alligator Ridge är en bergstopp i Antarktis. Den ligger i Östantarktis. Australien gör anspråk på området. Toppen på Alligator Ridge är 2 011 meter över havet, eller 395 meter över den omgivande terrängen. Bredden vid basen är 5,8 km. Alligator Ridge ingår i Boomerang Range.
Terrängen runt Alligator Ridge är huvudsakligen kuperad. Trakten är obefolkad. Det finns inga samhällen i närheten. 